# Antonio Arraiz
Antonio Arraiz Mújica (Barquisimeto, Venezuela, 1903. március 27. – Westport, USA, 1962. szeptember 16.) venezuelai író. Számos műfajjal foglalkozott (költészet, esszé, regény).

## Élete
1912-től 1916-ig a Német Katolikus Iskolában tanult. 1919-ben az USA-ba ment, ahol színész és pilóta próbált lenni. 1922-ben visszatért Venezuelába, és sporttal foglalkozott.
1928-ban részt vett a  Juan Vicente Gómez diktatúrája elleni diáktüntetésekben, majd 1933-ig a La Rotunda és a barquisimetói börtönökben raboskodott. 1935-ben kezdett dolgozni az El Heraldo című újságnál Barquisimetóban. Újra letartóztatták, Ecuadorba és Kolumbiába kényszerítették száműzetésbe, mígnem 1936 áprilisában visszatért hazájába. Számos pozíciót töltött be Eleazar López Contreras kormányában, amely lehetővé tette a visszatérését, mint például Carabobo állam kormányzóságának titkára és Venezuela ENSZ-küldöttsége.
1943 és 1948 között az El Nacional című újság igazgatója volt. 1948-ban Rómulo Gallegos kormányának bukásával végleg az USA-ba költözött. Ott dolgozott az ENSZ-ben, egészen 1962-ben bekövetkezett haláláig.

## Művei
Költőként sem a „18-as generációhoz”, sem az „1928-ashoz” nem köthető, pedig az utóbbihoz állt közelebb.

### Versek
- Áspero (1924)
- Cinco sinfonías (1939)
- Suma Poética (1966, posztumusz)

### Regények
- Los lunares de la Virreina (1931)
- Puros hombres (1938)
- Dámaso Velásquez (1943)

### Történetek
- Tío Conejo történetei: Tío Tigre y Tío Conejo (1945)
  - La Cucarachita Martínez y el Ratón Pérez
- El diablo que perdió su alma (1954)

### Esszék
- Este Congreso debe disolverse (1936)
- Culto bolivariano (1940)

## Fordítás
- Ez a szócikk részben vagy egészben  az   Antonio Arraiz című baszk Wikipédia-szócikk ezen változatának fordításán alapul.  Az eredeti cikk szerkesztőit annak laptörténete sorolja fel. Ez a jelzés csupán a megfogalmazás eredetét és a szerzői jogokat jelzi, nem szolgál a cikkben szereplő információk forrásmegjelöléseként.
- Ez a szócikk részben vagy egészben  az   Antonio Arráiz című spanyol Wikipédia-szócikk ezen változatának fordításán alapul.  Az eredeti cikk szerkesztőit annak laptörténete sorolja fel. Ez a jelzés csupán a megfogalmazás eredetét és a szerzői jogokat jelzi, nem szolgál a cikkben szereplő információk forrásmegjelöléseként.